# Mormia nigripennis
Mormia nigripennis är en tvåvingeart som beskrevs av Krek 1971. Mormia nigripennis ingår i släktet Mormia och familjen fjärilsmyggor. Inga underarter finns listade i Catalogue of Life.